# Zmarli w grudniu 2021

## Grudzień 2021
- 31 grudnia
  - Gaber Asfour – egipski polityk, minister kultury (2011, 2014–2015)[1]
  - Wadim Chamutckich – rosyjski siatkarz[2]
  - Zygmunt Chłopek – polski świadek historii i działacz kombatancki, prawdopodobnie ostatni żyjący były więzień karnego obozu pracy w Treblince[3][4]
  - Marek Cieplak – polski fizyk, prof. dr hab[5].
  - Juan Figer – urugwajsko-brazylijski agent piłkarski i przedsiębiorca[6]
  - Gábor Kállai – węgierski szachista[7]
  - Mieczysław Komorowski – polski trener lekkoatletyki[8][9][10]
  - Luigi Negri – włoski duchowny katolicki, arcybiskup Ferrary-Comacchio (2012–2017)[11]
  - Jeanine Ann Roose – amerykańska psycholożka, aktorka dziecięca[12][13]
  - Betty White – amerykańska aktorka[14]
- 30 grudnia
  - Julita Borowska-Bugdal – polska dziennikarka, redaktorka naczelna prasy lokalnej[15]
  - Paolo Calissano – włoski aktor[16]
  - Mehmet Çeliku – albański językoznawca, prof. dr., rektor uniwersytetu w Elbasanie (1992-1996)[17]
  - Jacek Durski – polski malarz i poeta[18]
  - Krystyna Fetkowska-Mielnik – polski stomatolog, prof. dr hab. n. med[19][20].
  - Władimir Gorikker – rosyjski reżyser i scenarzysta[21]
  - Nikołaj Gundiajew – rosyjski kapłan prawosławny, starszy brat patriarchy moskiewskiego i całej Rusi Cyryla[22]
  - Ron Jones – brytyjski lekkoatleta, sprinter[23]
  - Sam Jones – amerykański koszykarz[24]
  - Witold Kujawski – polski duchowny rzymskokatolicki, ksiądz prałat, historyk i archiwista, dr hab[25][26].
  - Karel Loprais – czeski kierowca rajdowy[27]
  - Lya Luft – brazylijska pisarka i tłumaczka[28]
  - Stephen J. Lawrence – amerykański kompozytor muzyki filmowej, telewizyjnej i teatralnej[29]
  - Jan Mayzel – polski aktor[30]
  - Denis O’Dell – brytyjski producent filmowy[31]
  - Pedro Rebollo – hiszpański aktor[32]
  - Renato Scarpa – włoski aktor[33]
  - Juliusz Sielanko – polski fizyk, prof. dr hab.r[34]
  - Wanczo Trpewski – macedoński piłkarz i trener[35]
  - Jean Vassieux – francuski hokeista, reprezentant kraju[36]
  - Krzysztof Wieczorek – polski grafik, profesor Akademii Sztuk Pięknych w Łodzi[37]
- 29 grudnia
  - Henryk Atemborski – polski żołnierz podziemia niepodległościowego w trakcie II wojny światowej oraz powojenny działacz opozycji, kawaler orderów[38]
  - Antoine Bonifaci – francuski piłkarz[39]
  - Nino Filastò – włoski prawnik i pisarz[40]
  - Walerij Fomienkow – rosyjski hokeista[41]
  - Christian Gyan – ghański piłkarz[42]
  - Clemente Iriarte – hiszpański piłkarz[43]
  - Peter Klatzow – południowoafrykański kompozytor i pianista[44]
  - Alfonso Mejía – meksykański aktor[45]
  - Harald Neubauer – niemiecki polityk i dziennikarz, eurodeputowany III kadencji (1989–1994)[46]
  - Andrzej Nowakowski – polski ortopeda, specjalista chirurgii urazowo-ortopedycznej, prof. dr hab[47][48].
  - Steve Peplow – angielski piłkarz[49]
  - Jerzy Pomin – polski adwokat i działacz opozycyjny, członek Trybunału Stanu (1997–2001)[50]
  - Krzysztof Spychała – polski archeolog i konserwator zabytków, dyrektor Muzeum Śląska Opolskiego w Opolu, p.o. Opolskiego Wojewódzkiego Konserwatora Zabytków[51][52]
  - Jerzy Tychanicz – polski choreograf, dwukrotny wicemistrz Polski w tańcu towarzyskim (1963, 1964)[53][54]
- 28 grudnia
  - Tadeusz Bejnarowicz – polski polityk i geodeta, starosta braniewski (1999–2003)[55][56]
  - Grishka Bogdanoff – francuski prezenter telewizyjny i publicysta[57]
  - Andrzej Brygidyn – polski nauczyciel, historyk[58]
  - Jimmy Cayne – amerykański biznesmen, dyrektor generalny Bear Stearns (1993–2008), brydżysta[59]
  - Michael Clifford – amerykański astronauta[60]
  - Conny Conrad – niemiecki gitarzysta i kompozytor[61]
  - Janusz Czaja – polski szczypiornista[62][63][64]
  - Ted Gardner – australijski menadżer muzyczny, współzałożyciel festiwalu Lollapalooza[65]
  - Mariusz Kulicki – polski prawnik, specjalizujący się w kryminalistyce, prof. dr hab[66].
  - Dragoljub Lazarov – chorwacki aktor[67]
  - John Madden – amerykański trener i komentator futbolu amerykańskiego[68]
  - Hugo Maradona – argentyński piłkarz[69]
  - Wojciech Niemiec – polski piłkarz[70]
  - Josef Pospišil – czeski piłkarz[71]
  - Harry Reid – amerykański polityk, senator[72]
  - Nikołaj Szyrszow – uzbecki piłkarz[73]
  - Irena Wojnar – polski pedagog, prof. dr hab[74][75].
- 27 grudnia
  - April Ashley – angielska modelka, aktorka i pisarka[76]
  - Jeanine Baude – francuska poetka i pisarka[77]
  - Jan Jerzy Cebula – polski samorządowiec, wiceprezydent Legnicy (1998–2002)[78]
  - Józef Flik – polski zabytkoznawca i konserwator sztuki, prof. dr hab[79].
  - Keri Hulme – nowozelandzka pisarka i poetka[80]
  - Józef Jordan – polski otolaryngolog, dr hab. n. med[81].
  - Kazimierz Lewandowski – polski wioślarz, trener, olimpijczyk z Monachium 1972[82][83]
  - Lesław Lic – polski klarnecista i pianista, członek zespołu Melomani[84]
  - Peter Pike – brytyjski polityk, deputowany Izby Gmin (1983–2005)[85]
  - Vladimir Semenov – polski geofizyk, dr hab[86].
  - Victor Socaciu – rumuński piosenkarz i kompozytor[87]
  - Wiktoria Śliwowska – polska historyczka[88]
- 26 grudnia
  - Jakub Adamczyk – polski nauczyciel i działacz państwowy, wicewojewoda jeleniogórski (1985–1990)[89]
  - Giacomo Capuzzi – włoski duchowny katolicki, biskup Lodi (1989–2005)[90]
  - Henri Losch – luksemburski aktor[91]
  - Wojciech Lulek – polski raper[92]
  - Diego Montiel – argentyński piłkarz[93]
  - Karolos Papulias – grecki prawnik, polityk, minister spraw zagranicznych (1985–1989, 1993–1996), prezydent Grecji (2005–2015)[94]
  - Dorval Rodrigues – brazylijski piłkarz[95]
  - Karel Šiktanc – czeski poeta[96]
  - Desmond Tutu – południowoafrykański duchowny anglikański, arcybiskup, laureat Pokojowej Nagrody Nobla (1984)[97]
  - Grzegorz Więzik – polski piłkarz[98]
  - Hanna Wolicka – polska aktorka[99]
- 25 grudnia
  - Madhavan Ayyappath – indyjski poeta i tłumacz[100]
  - Tadeusz Gerstenkorn – polski matematyk, prof. dr hab[101][102].
  - John Gleeson – australijski rugbysta, reprezentant kraju[103]
  - Tiffini Hale – amerykańska aktorka i wokalistka, członkini zespołu The Party[104][105]
  - Albert Lichanow – rosyjski pisarz[106]
  - Richard Marcinko – amerykański wojskowy, komandor porucznik United States Navy, operator Navy SEAL[107]
  - Branko Marinković – serbski polityk i prawnik, wiceprzewodniczący parlamentu[108]
  - Jerzy Morstin – polski zoolog, prof dr hab[109].
  - Maria Pajzderska – polska działaczka konspiracji niepodległościowej w czasie II wojny światowej, uczestniczka powstania warszawskiego[110][111]
  - Candy Palmater – kanadyjska aktorka i komediantka[112]
  - Wayne Thiebaud – amerykański malarz[113]
  - Jean-Marc Vallée – kanadyjski reżyser, scenarzysta i producent filmowy[114]
- 24 grudnia
  - Martha Arapi – grecka śpiewaczka operowa[115]
  - J. D. Crowe – amerykański muzyk, bandżysta[116]
  - Ivan Čukalović – serbski prawnik, prof dr[117].
  - Widosawa Grubacz – macedońska aktorka[118]
  - Willibert Kremer – niemiecki piłkarz, trener[119]
  - Raúl Madero – argentyński piłkarz i lekarz, reprezentant kraju[120]
  - Andrzej Malingowski – polski architekt, projektant m.in. przebudowy Młynów Kentzera[121]
  - Vojvoda Malesija – czarnogórski piłkarz i trener[potrzebny przypis]
  - Bogusław Matuszkiewicz – polskie dziennikarz, pisarz i dokumentalista[122]
  - Nemanja Mirosavljević – serbski piłkarz[123]
  - Stanisław Paździor – polski nauczyciel i samorządowiec, Honorowy Obywatel Pasłęku[124]
  - Oscar López Ruiz – argentyński kompozytor i gitarzysta[125]
  - Marzenna Schejbal – polska działaczka polonijna i kombatancka, uczestniczka powstania warszawskiego[126]
  - Władimir Tatosow – rosyjski aktor[127]
  - José Villegas – meksykański piłkarz[128]
- 23 grudnia
  - Dan Berindei – rumuński historyk[129]
  - Maria Berny – polska działaczka kulturalna i społeczna, pedagog oraz polityk, senator III i V kadencji[130]
  - Eugeniusz Czepiel – polski weterynarz i pszczelarz, poseł na Sejm PRL VIII kadencji[131]
  - Bernard Dewulf – belgijski poeta, pisarz i publicysta[132]
  - Chris Dickerson – amerykański kulturysta[133]
  - Joan Didion – amerykańska dziennikarka, pisarka, scenarzystka[134]
  - Sergiusz Dziewiatowski – polski duchowny prawosławny, odznaczony Orderem św. Marii Magdaleny[135]
  - Stanko Jovanović – serbski dyrygent[136]
  - Stanisław Mlekodaj – polski torakochirurg, prof. dr hab. n. med[137].
  - Ryszard Nowicki – polski zawodnik sportów samochodowych, uczestnik powstania warszawskiego[138]
  - Jaime Osorio – kolumbijski reżyser filmowy[139]
  - Andrzej Emil Pakulnicki – polski poeta i gitarzysta, współzałożyciel i członek zespołu 74 Grupa Biednych[140][141]
  - Ireneusz Parzyszek – polski grafik[142][143]
  - Omar Saavedra Santis – chilijski pisarz[144]
  - Janusz Strutyński – polski filolog, prof. dr hab[145].
  - Lech Tryuk – polski działacz konspiracji niepodległościowej podczas II wojny światowej, uczestnik powstania warszawskiego, kawaler orderów[146][147]
  - Elżbieta Żebrowska – polska lekkoatletka, mistrzyni Europy (1966), olimpijka (1968)[148][149]
- 22 grudnia
  - Władysław Grzeszczak – polski lekarz, prof. dr hab. n. med[150].
  - Egill Skúli Ingibergsson – islandzki polityk, mer Reykjaviku (1978-1982)[151]
  - Bob Keselowski – amerykański kierowca wyścigowy[152]
  - Thomas Kinsella – irlandzki poeta i tłumacz[153]
  - Filomena Krupowicz – polska twórczyni ludowa, tkaczka, laureatka Nagrody im. Oskara Kolberga[154]
  - Tadeusz Krzysztof Markiewicz – polski działacz opozycji w okresie PRL, kawaler orderów[155]
  - Jadwiga Mészáros – polska mikrobiolog, dr hab[156][157]
  - Wiesław Młynarczyk – polski ekonomista i urzędnik państwowy, wiceminister rolnictwa (1984–1990)[158]
  - Mukhlid Hamed Salim Al Ruqadi – omański piłkarz[159][160]
  - Gilberto Valbuena Sánchez – meksykański duchowny katolicki, biskup Colima (1989–2005)[161]
  - Jürg Wyttenbach – szwajcarski dyrygent, pianista i kompozytor[162]
- 21 grudnia
  - George Alexander Albrecht – niemiecki dyrygent i kompozytor[163]
  - Radosław Banach – polski pilot w rajdach samochodowych[164]
  - Samu Benkő – węgierski historyk[165]
  - Carlyle Glean – grenadyjski polityk, gubernator generalny Grenady (2008–2013)[166]
  - Żora Korolyov – ukraiński tancerz, choreograf, przedsiębiorca i aktor[167]
  - Ian Matos – brazylijski skoczek do wody[168]
  - Ludomir Olszewski – polski aktor[169]
  - Stanisław Pakuła – polski działacz podziemia niepodległościowego w trakcie II wojny światowej oraz powojennego podziemia antykomunistycznego, kawaler orderów[170]
  - George Sheltz – amerykański duchowny katolicki, biskup pomocniczy Galveston-Houston (2012–2021)[171]
  - Jan Studziński – polski specjalista w zakresie robotyki i automatyki, dr hab. inż[172].
- 20 grudnia
  - Luboš Andršt – czeski gitarzysta i kompozytor, członek zespołu Jazz Q[173]
  - Wiktor Antichowicz – rosyjski piłkarz i trener[174]
  - Jadwiga Brzezińska – polska działaczk podziemia niepodległościowego w trakcie II wojny światowej oraz powojennego podziemia antykomunistycznego, dama orderów[175]
  - Jiří Čadek – czeski piłkarz[176]
  - Miroslav Čopjak – czeski trener piłkarski[177]
  - Arlyn dela Cruz – filipińska dziennikarka i reżyserka filmowa[178]
  - Giuseppe Galante – włoski wioślarz, medalista olimpijski[179]
  - Mieczysław Machnicki – polski poeta i prozaik[180]
  - Wiesław Makarewicz – polski biochemik i wykładowca akademicki, profesor nauk medycznych, rektor Akademii Medycznej w Gdańsku[181]
  - Edward Paczkowski – polski świadek historii pochodzenia romskiego, przed śmiercią ostatni żyjący były więzień KL Auschwitz-Birkenau pochodzenia romskiego[182][183]
  - Rainier Paping – holenderski panczenista[184]
  - Emil Ramsauer – szwajcarski dyrygent i muzyk, członek zespołu Takasa[185][186]
  - Michał Rokicki – polski pływak, olimpijczyk z Pekinu 2008[187]
  - Andrzej Rozpłochowski – polski działacz opozycji antykomunistycznej w okresie PRL[188]
  - Grażyna Rytter – polska językoznawczyni, dr hab[189].
  - Goran Sobin – chorwacki i jugosłowiański koszykarz[190]
  - Janusz Zborowski – polski muzealnik, dyrektor Muzeum Regionalnego w Mielcu (1993–2003)[191][192]
- 19 grudnia
  - Boško Abramović – serbski szachista[193]
  - Pilar Baumeister – niemiecko-hiszpańska pisarka[194]
  - Oleg Chasławski – rosyjski poeta i tłumacz[195]
  - Billy Conway – amerykański perkusista, członek zespołu Morphine[196]
  - Spartak Elmazi – albański piłkarz[197]
  - Nicholas Georgiade – amerykański aktor[198]
  - Carie Graves – amerykańska wioślarka, mistrzyni olimpijska (1984)[199]
  - Robert Grubbs – amerykański chemik, laureat Nagrody Nobla w dziedzinie chemii (2005)[200]
  - Johnny Isakson – amerykański polityk, senator[201]
  - Wacław Laszkiewicz – polski zawodnik i trener golfa oraz strzelectwa sportowego[202][203]
  - Kazimierz Ludwiński – polski funkcjonariusz pożarnictwa, kawaler orderów[204]
  - Andriej Maliukow – rosyjski reżyser i scenarzysta filmowy[205]
  - Carlos Marín – hiszpański wokalista (baryton), członek zespołu Il Divo[206]
  - Zofia Mitał-Szczepańska – polska rzeźbiarka[207]
  - Kazimierz Pabiasz – polski muzyk i wokalista rockowy oraz bluesowy[208][209][210]
  - Elio Roca – argentyński aktor i piosenkarz[211]
  - Wiktor Spisla – polski śpiewak ludowy[212][213]
  - Ed van Thijn – holenderski politolog, samorządowiec, polityk, minister spraw wewnętrznych (1981–1982, 1994), burmistrz Amsterdamu (1983–1994)[214]
- 18 grudnia
  - Elżbieta Adach – polska działaczka samorządowa, obrończyni praw lokatorskich[215]
  - Ludvík Armbruster – czeski ksiądz rzymskokatolicki, jezuita, uczony i pedagog[216]
  - Osagi Bascome – bermudzki piłkarz[217]
  - Hanna Dziatkowiak – polski endokrynolog i pediatra, prof. dr hab[218][219][220].
  - Jan Fransz – holenderski piłkarz[221]
  - Kangol Kid – amerykański raper i piosenkarz, producent muzyczny[222]
  - Krystyna Gozdawa-Nocoń – polska polityk, inżynier i urzędniczka państwowa, w latach 2003–2006 wicewojewoda pomorski[223]
  - Mariusz Gracka – polski trener piłki ręcznej[224][225]
  - Enzo Gusman – maltański piosenkarz[226]
  - Sayaka Kanda – japońska aktorka[227]
  - Pierre Lepape – francuski pisarz, publicysta i krytyk literacki[228]
  - Renée Martel – kanadyjska piosenkarka country[229]
  - Krystyna Neugebauer – polska lekarka[230]
  - Wacław Prystup – polski żołnierz podziemia niepodległościowego w trakcie II wojny światowej oraz powojennego podziemia antykomunistycznego, kawaler orderów[231]
  - Richard Rogers – brytyjski architekt[232]
  - Romuald Jerzy Sałaciński – polski działacz opozycji w okresie PRL, kawaler orderów[233]
  - Jacek Sowicki – polski grafik i malarz[234][235]
- 17 grudnia
  - Stanisław Dyzbardis – polski polonista, dyrektor Teatru Wielkiego w Łodzi, współtwórca Łódzkich Spotkań Baletowych[236]
  - José Pablo Feinmann – argentyński filozof i pisarz[237]
  - Vicente Feliú – kubański piosenkarz[238]
  - José Fernández Arteaga – meksykański duchowny rzymskokatolicki, arcybiskup Chihuahua (1991–2009)[239]
  - Haydar Işik – kurdyjski pisarz i publicysta[240]
  - Marek Kudasiewicz – polski harcmistrz, autor książek o metodyce harcerskiej[241]
  - Roman Kwaśnicki – polski polityk i zootechnik, wicewojewoda jeleniogórski (1995–1997), prezes Kasy Rolniczego Ubezpieczenia Społecznego (2008)[242]
  - Łukasz – serbski duchowny prawosławny, biskup[243]
  - Zbigniew Mielczarek – polski działacz konspiracji niepodległościowej w czasie II wojny światowej oraz powijenny działacz kombatancki[244]
  - Edward Myśliwiec – polski działacz samorządowy, oficer Milicji Obywatelskiej i Policji[58]
  - Tomasz Rozwadowski – polski dziennikarz muzyczny[245]
  - Maria Rydlowa – polska historyk literatury, edytorka, wieloletni kustosz muzeum w Rydlówce[246][247]
  - Mimis Stefanakos – grecki piłkarz[248]
- 16 grudnia
  - Valentino Bellucci – włoski filozof, socjolog, poeta i pisarz[249]
  - Leon Chrapko – polski artysta[250]
  - Dariusz Ciszewski – polski samorządowiec, menedżer, przedsiębiorca i działacz związkowy, wicemarszałek województwa podlaskiego (1999–2002)[251]
  - Pavle Dešpalj – chorwacki dyrygent i kompozytor[252]
  - Lucia Hiriart – chilijska pierwsza dama jako żona gen. Augusto Pinocheta[253]
  - Leonard Hubbard – amerykański basista, członek zespołu The Roots[254]
  - Lumnie Kajtazi-Hyseni – kosowska polityk i działaczka społeczna, deputowana do Zgromadzenia Kosowa[255]
  - Taniela Moa – tongański rugbysta[256]
  - Elena Naumkina – rosyjska aktorka[257]
  - Manuel Seco – hiszpański leksykograf[258]
  - Jan Wojtacha – polski dyrygent, kierownik chórku, wykładowca akademicki[259][260]
- 15 grudnia
  - Tadeusz Chachaj – polski dyrygent, dyrektor Filharmonii Białostockiej (1971–1989)[261][262]
  - Maja Beutler – szwajcarska pisarka[263]
  - Josip Čuletić – chorwacki generał, pilot wojskowy, dowódca chorwackich Sił Powietrznych (1996-2001)[264]
  - Karibi Fubara – nigeryjski aktor[265]
  - Małgorzata Grabowska-Stradecka – polska malarka[266]
  - Bridget Hanley – amerykańska aktorka[267]
  - Francisco Kröpfl – argentyński kompozytor[268]
  - Hans Küppers – niemiecki piłkarz[269]
  - Adam Łomnicki – polski biolog ewolucyjny, ekolog[270]
  - Rogério Samora – portugalski aktor[271]
  - Frederic Sinistra – beligijski kickbokser[272]
  - Fajiz at-Tarawina – jordański polityk i ekonomista, premier Jordanii (1998–1999, 2012)[273]
  - Zoltán Vida – węgierski kulturyta, wielokrotny medalista mistrzostw Węgier[274]
  - Gloria Jean Watkins (bell hooks) – amerykańska pisarka, poetka, feministka[275]
  - Wanda Young – amerykańska piosenkarka, członkini zespołu The Marvelettes[276][277]
- 14 grudnia
  - Muamer Abdulrab – katarski piłkarz[278]
  - Emil Broniarek – polski działacz opozycji w okresie PRL, kawaler orderów[279]
  - Phil Chen – chińsko-jamajski basista i muzyk sesyjny[280]
  - Chrystodul – grecki duchowny prawosławny, biskup Patriachatu Jerozolimy[281]
  - Arben Duka – albański poeta[282]
  - Jeremiasz – grecki duchowny prawosławny, biskup[283]
  - Artur Gospodarczyk – polski żołnierz w trakcie II wojny światowej, uczestnik bitwy o Monte Cassino, kawaler orderów[284]
  - Marek Moszczyński – polski samorządowiec, wicemarszałek województwa dolnośląskiego[285]
  - Henry Orenstein – amerykański pokerzysta, przedsiębiorca i filantrop pochodzenia polsko-żydowskiego[286]
  - Miłogost Reczek – polski aktor, lektor[287]
  - Pauli Rinne – rosyjski aktor[288]
  - Jimmy Robson – angielski piłkarz[289]
  - Tadeusz Ross – polski aktor, satyryk, piosenkarz, tekściarz, scenarzysta i polityk, poseł Sejm VI kadencji oraz do Parlamentu Europejskiego VII kadencji[290]
  - Rosita Soku – grecka pisarka, dziennikarka i tłumaczka[291]
  - Kazimierz Skibicki – polski działacz powojennego podziemia antykomunistycznego, kawaler orderów[292][293]
  - Karl Heinz Wahren – niemiecki pianista i kompozytor[294]
- 13 grudnia
  - Roman Flak – polski samorządowiec, prezydent Zawiercia (1990–1994)[295]
  - Verónica Forqué – hiszpańska aktorka[296]
  - Stanisław Garbacz – polski samorządowiec, prezydent Kielc (1983–1988)[297]
  - Józef Głomb – polski specjalista w zakresie budowy mostów, prof. dr hab. inż[298].
  - Jan Jelonek – polski wykładowca akademicki, kanclerz Uniwersytetu Śląskiego w Katowicach (2005-2010)[299]
  - Liam Kavanagh – irlandzki polityk, Teachta Dála (1969–1997), eurodeputowany (1973–1981)[300]
  - Kosmas – grecki duchowny prawosławny, metropolita Etolii i Akarnanii[301]
  - Robert Malinowski – polski siatkarz, olimpijczyk z Moskwy 1980[302]
  - Leszek Murzyn – polski nauczyciel, polityk, poseł na Sejm RP[303]
  - Ryszard Ostoja-Zawadzki – polski taternik, alpinista, wspinacz skałkowy, instruktor alpinizmu, podróżnik[304][305]
  - Siergiej Sołowjow – rosyjski reżyser i scenarzysta filmowy[306]
  - Toby Slater – brytyjski piosenkarz[307][308]
  - Józef Tejchma – polski polityk i dyplomata, poseł na Sejm PRL, minister kultury i sztuki (1974–1978, 1980–1982), minister oświaty i wychowania (1979–1980), wicepremier (1972–1979)[309]
- 12 grudnia
  - Andrzej Baszkowski – polski lekarz, stomatolog, działacz samorządu lekarskiego i publicysta[310][311]
  - Anna Dauksza-Wołkowicz – polska wokalistka i aktorka miusicalowa[312]
  - Ryszard Dmoch – polski himalaista, uczestnik pierwszej zimowej wyprawy na Mount Everest[313]
  - Vicente Fernández – meksykański piosenkarz, aktor[314]
  - Gustaw Hadyna – polski rzeźbiarz[315][316]
  - Edward Konkol – polski duchowny rzymskokatolicki, werbista, działacz społeczny[317][318]
  - Zygmunt Maksymiuk – polski hydrolog, dr hab[319].
  - Paulias Matane – papuaski polityk, gubernator generalny Papui-Nowej Gwinei (2004–2010)[320]
  - Daniel Nlandu – kongijski duchowny rzymskokatolicki, biskup Matadi (2010–2021)[321]
  - Stanisław Nowak – polski duchowny rzymskokatolicki, arcybiskup metropolita częstochowski (1984–2011)[322]
  - Andrzej Różycki – polski reżyser filmowy, fotograf, artysta współczesny, artysta multimedialny, scenarzysta, teoretyk sztuki[323]
  - Jurij Szarow – rosyjski szermierz, mistrz olimpijski (1964)[324]
  - Tu Men – chiński aktor[325]
  - Alicja Tysiąc – polska działaczka proaborcyjna, radna Warszawy (2010–2014)[326]
  - Ernst Verduin – holenderski świadek historii i autor wspomnień wojennych pochodzenia żydowskiego, więzień nazistowskich obozów koncentracyjnych[327][328][329]
  - Jerzy Antoni Ziobro – polski działacz opozycji demokratycznej w PRL[330][331]
- 11 grudnia
  - Janusz Bargieł – polski polityk, samorządowiec, senator V kadencji[332]
  - Mecnur Çolak – turecki piłkarz[333]
  - Jannis Floros – grecki lekarz i polityk, minister zdrowia (1987–1988)[334]
  - Anna Grabińska-Łoniewska – polski mikrobiolog, prof. dr hab[335].
  - Marek Jawor – polski dziennikarz, fotograf, wydawca i regionalista[336][337]
  - Wiktor Pawłowski – polski chemik, dr hab[338].
  - Kazimierz Pustelak – polski śpiewak operowy (tenor)[339]
  - Anne Rice – amerykańska pisarka[340]
  - Manuel Santana – hiszpański tenisista, zwycięzca 5 turniejów wielkoszlemowych[341]
  - Dennis Ward – australijski rugbysta[342]
- 10 grudnia
  - Janusz Białka – polski sędzia piłkarski[343]
  - Romulo de la Cruz – filipiński duchowny katolicki, arcybiskup Zamboanga (2014–2021)[344]
  - Pavel Karpf – szwajcarski piłkarz[345]
  - Thomas Mensforth – brytyjski wokalista[346]
  - Michael Nesmith – amerykański muzyk, wokalista i gitarzysta zespołu The Monkees, autor tekstów, producent muzyczny[347]
  - Włodzimierz Pac – polski dziennikarz[348]
  - Sunil Soma Peiris – lankijski aktor, reżyser i scenarzysta filmowy[349]
  - Janusz Szostak – polski dziennikarz śledczy[350][351]
  - Andrzej Wat – polski historyk sztuki[352]
- 9 grudnia
  - Steve Bronski – szkocki klawiszowiec, członek zespołu Bronski Beat[353][354]
  - Ryszard Brzuzy – polski związkowiec, poseł na Sejm kontraktowy[355]
  - Stanisław Garbacz – polski działacz samorządowy, prezydent Kielc (1983–1988)[356]
  - Artur Hałas – polski muzyk i wokalista szantowy, członek zespołu Gumowe Szekle[357]
  - Luis Irizar – hiszpański kuchmistrz, autor książek kucharskich[358]
  - Robert Jervis – amerykański politolog[359]
  - David Lasley – amerykański piosenkarz[360]
  - Gertraud Jesserer – austriacka aktorka[361]
  - Giosuè Ligios – włoski samorządowiec, polityk, eurodeputowany (1979–1989)[362]
  - Maria Macewicz-Gołubkow – polska etnografka i muzealniczka[363]
  - Stanisław Marliński – polski pilot i szybownik, trener kadry narodowej[364]
  - Zygmunt Okrassa – polski malarz i grafik, wykładowca akademicki[365][366]
  - Carmen Salinas – meksykańska aktorka[367]
  - Zenon Stein – polski żołnierz i działacz kombatancki, uczestnik II wojny światowej, pułkownik WP w stanie spoczynku, kawaler orderów[368][369][370]
  - Themsie Times – południowoafrykańska aktorka[371]
  - Al Unser – amerykański kierowca wyścigowy[372]
  - Lina Wertmüller – włoska reżyserka i scenarzystka filmowa[373]
  - Cara Williams – amerykańska aktorka[374]
  - Maryse Wolinski – francuska pisarka i dziennikarka[375]
  - Anna Wyganowska-Eriksson – polska działaczka konspiracji niepodległościowej podczas II wojny światowej, uczestniczka powstania warszawskiego, dama orderów[376]
  - Krystyna Zaboklicka – polska działaczka konspiracji niepodległościowej w czasie II wojny światowej, uczestniczka powstania warszawskiego, dama orderów[377][378]
- 8 grudnia
  - Sylwester Chęciński – polski reżyser i scenarzysta filmowy[379]
  - Antoni Gucwiński – polski lekarz weterynarii, zootechnik i dziennikarz, dyrektor Ogrodu Zoologicznego we Wrocławiu (1966–2006)[380]
  - Ihor Hamuła – ukraiński i radziecki piłkarz, trener[381]
  - Barry Harris – amerykański muzyk jazzowy[382]
  - Susana Higuchi – peruwiańska polityk, pierwsza dama (1990–1994)[383]
  - Lars Høgh – duński piłkarz[384]
  - Jan Józwik – polski łyżwiarz szybki, olimpijczyk (1980)[385]
  - Bohdan Karwowski – polski wioślarz i rugbysta[386]
  - Phú Quang – wietnamski kompozytor[387]
  - Robbie Shakespeare – jamajski gitarzysta i producent muzyczny[388]
  - Arben Sinani – albański piłkarz[389]
  - Jan Śnioszek – polski działacz państwowy i nauczyciel, wicewojewoda pilski (1987–1989)[390]
  - Ralph Tavares – amerykański piosenkarz[391]
  - Zbigniew Zawiślak – polski aktor i piosenkarz kabaretowy, laureat Ogólnopolskiego Przeglądu Piosenek i Piosenkarzy z Kabaretów i Teatrów Studenckich wraz z STS „Pstrąg”[392][393]
  - Andrzej Zieliński – polski lekkoatleta, sprinter, wicemistrz olimpijski (1964)[394]
  - Alfredo Moreno – argentyński piłkarz[395]
- 7 grudnia
  - Jose Benicio – brazylijski malarz i ilustrator[396]
  - Wiesław Konrad Czarnik – polski nauczyciel, działacz związkowy, samorządowy oraz działacz opozycji demokratycznej w PRL[397]
  - Mustafa ibn Halim – libijski polityk i przedsiębiorca, premier Libii (1954–1957)[398]
  - Geoffrey Harcourt – australijski ekonomista[399]
  - Zdzisław Morawski – polski socjolog, dr hab[400].
  - Milić Simić – bośniacki ekonomista, prof. dr hab[401].
  - Philippe Stevens – belgijski duchowny rzymskokatolicki, arcybiskup Maroua-Mokolo (1994–2014)[402]
  - Greg Tate – amerykański pisarz, muzyk i krytyk muzyczny[403]
- 6 grudnia
  - Chris Achilleos – cypryjski grafik, malarz, ilustrator[404]
  - Klaus von Beyme – niemiecki politolog[405]
  - János Kóbor – węgierski wokalista i gitarzysta, członek zespołu Omega[406]
  - Artur Kupiec – polski piłkarz, trener[407]
  - Mila Moreira – brazylijska aktorka[408]
  - Jan Prządka – polski multiinstrumentalista, nauczyciel i animator kultury ludowej[409][410]
  - Zbigniew Szubrycht – polski działacz państwowy i muzealnik, naczelnik Dukli (1973–1980, 1982–1985)[411]
  - Alina Tomaszewska-Szewczyk – polska specjalistka w zakresie konserwacji zabytków metalowych, dr hab[412].
  - Masayuki Uemura – japoński projektant sprzętu elektronicznego, twórca Nintendo Entertainment System oraz Super Nintendo Entertainment System[413]
  - Marek Wiatrowicz – polski regionalista[414]
  - Kåre Willoch – norweski ekonomista i polityk, minister handlu (1963, 1965–1970), premier Norwegii (1981–1986)[415]
  - Barbara Wrzesińska – polska dziennikarka, sekretarz redakcji i redaktor naczelny tygodnika Nad Wartą[416]
  - Maciej Zabielski – polski aktor[417]
  - Jacek Zacharski – polski dziennikarz i reportażysta telewizyjny[418][419][420]
- 5 grudnia
  - Lanuakum Ao – indyjski aktor[421]
  - Andrzej Danieluk – polski samorządowiec i doradca podatkowy, burmistrz Golczewa (2006–2018)[422]
  - Jean-Paul Didierlaurent – francuski pisarz[423]
  - Bob Dole – amerykański polityk, senator i b. kandydat na prezydenta USA[424]
  - Oleg Emirow – rosyjski muzyk i kompozytor[425]
  - Aurelio Galfetti – szwajcarski architekt[426]
  - Christine Haidegger – austriacka pisarka[427]
  - Tadeusz Horoszkiewicz – polski dziennikarz[428][429]
  - Stevan Jelovac – serbski koszykarz[430]
  - Krystyna Krajewska – polska działaczka konspiracji niepodległościowej podczas II wojny światowej, uczestniczka powstania warszawskiego, dama orderów[431]
  - Sławomir Majusiak – polski lekkoatleta, długodystansowiec, przedsiębiorca[432][433]
  - Krystyna Melion – polska reportażystka radiowa[434]
  - John Miles – brytyjski muzyk rockowy[435][436]
  - Inés Morales – hiszpańska aktorka[437]
  - Werner Proske – polski lekkoatleta, sprinter, płotkarz, trener[433][438]
  - Władysław Rzymski – polski specjalista w zakresie chemii i technologii polimerów, prof. dr hab. inż[439][440].
  - Toni Santagata – włoski piosenkarz i artysta kabaretowy[441]
  - Demetrio Volcic – włoski dziennikarz, korespondent zagraniczny, polityk, eurodeputowany (1999–2004)[442]
- 4 grudnia
  - Sarath Chandrasiri – lankijski aktor[443]
  - Martha De Laurentiis – amerykańska producentka filmowa[444][445]
  - Stonewall Jackson – amerykański piosenkarz country[446]
  - Stanisław Karabasz – polski dziennikarz i publicysta[447]
  - Paul Lannoye – belgijski astrofizyk, polityk, eurodeputowany (1989–2004)[448]
  - Feliks Lenort – polski duchowny rzymskokatolicki, ksiądz kanonik, archiwista i bibliotekarz, twórca i dyrektor Biblioteki Wydziału Teologicznego UAM[449]
  - Ewa Machut-Mendecka – polska arabistka i islamistka, literaturoznawczyni, prof. dr hab[450].
  - Pierre Rabhi – francuski pisarz, publicysta i działacz społeczny[451]
  - Idang Rasjidi – indonezyjski muzyk jazzowy[452]
  - Mohammed Wushishi – nigeryjski generał, szef sztabu armii nigeryjskiej (1981–1983)[453]
- 3 grudnia
  - Güldal Akşit – turecka polityk, minister kultury i turystyki (2002-2003)[454]
  - Man Arai – japoński pisarz i kompozytor[455]
  - Darío Betancourt – kolumbijski duchowny rzymskokatolicki i kaznodzieja[456]
  - Lamine Diack – senegalski lekkoatleta, skoczek w dal, polityk, działacz sportowy, przewodniczący IAAF (1999–2015)[457]
  - Horst Eckel – niemiecki piłkarz, mistrz świata (1954)[458]
  - Claude Humphrey – amerykański zawodnik futbolu amerykańskiego[459]
  - Edi Luarasi – albańska aktorka i piosenkarka[460]
  - Mirco Nontschew – niemiecki aktor, komik[461]
  - Zygmunt Pytlik – polski rysownik[462][463]
  - Edward Shames – amerykański żołnierz, uczestnik II wojny światowej, jeden z bohaterów książki Kompania braci oraz inspirowanego nią serialu[464][465]
  - Antony Sher – angielski aktor[466]
  - Sampath Tennakoon – lankijski aktor[467]
  - Nina Urgant – rosyjska aktorka[468]
  - Alfonso Vallejo – hiszpański poeta i dramaturg[469]
  - Momčilo Vukotić – serbski piłkarz, trener[470]
  - Janusz Wegiera – polski dziennikarz radiowy, autor tekstów piosenek i popularyzator polskiej twórczości artystycznej[471]
  - Krzysztof Wyrzykowski – polski dziennikarz radiowy i reportażysta[472][473][474]
- 2 grudnia
  - Andriej Bałabucha – rosyjski pisarz, krytyk i tłumacz, autor fantastyki[475]
  - Giuseppe Chiaretti – włoski duchowny katolicki, arcybiskup Perugii-Città della Pieve (1995–2009)[476]
  - Richard Cole – angielski menadżer muzyczny związany między innymi z zespołem Led Zeppelin[477]
  - Zbigniew Deluga – polski lekkoatleta i działacz sportowy, medalista mistrzostw Polski[478]
  - Aldo Giordano – włoski duchowny katolicki, nuncjusz apostolski przy Unii Europejskiej[479]
  - Jos Dupré – belgijski prawnik, redaktor, samorządowiec, polityk, burmistrz Westerlo (1977–1982, 1989–1996), przewodniczący Izby Reprezentantów (1995)[480]
  - Darlene Hard – amerykańska tenisistka, zwyciężczyni 21 turniejów wielkoszlemowych[481]
  - Zbigniew Kaszyński – polski inżynier budownictwa, kawaler orderów[482]
  - Andrzej Malinowski – polski dowódca wojskowy, generał dywizji WP[483]
  - Zbigniew Plesner – polski dziennikarz radiowy[484]
  - Stefan Połom – polski poeta i prozaik[485]
  - Marek Pytasz – polski literaturoznawca, dr hab[486][487].
  - Jan Radkiewicz – polski duchowny i teolog rzymskokatolicki, dr hab[488].
  - Đoko Stojičić – serbski pisarz, polityk i dyplomata, minister kultury (1993–1994)[489]
  - Wojciech Świątkowski – polski architekt, działacz konspiracji niepodległościowej w czasie II wojny światowej, kawaler Orderu Virtuti Militari[490]
  - Lovro Šturm – słoweński prawnik, polityk, minister edukacji i sportu (2000), minister sprawiedliwości (2004–2008), przewodniczący Sądu Konstytucyjnego (1997–1998)[491]
  - Gabriel Turowski – polski lekarz, profesor nauk medycznych, specjalizujący się w immunologii klinicznej, doktor bakteriologii i mikrobiologii[492]
  - Lawrence Weiner – amerykański artysta konceptualny[493]
- 1 grudnia
  - Justyna Bindacz – polska regionalistka[494]
  - Gordon Crosse – angielski kompozytor[495]
  - John Cunningham – szkocki duchowny katolicki, biskup Galloway (2004–2014)[496]
  - Jo Decaluwe – belgijski aktor i reżyser[497]
  - Jan Dominikowski – polski historyk sztuki, konserwator zabytków, znawca sztuki sepulkralnej, witrażysta[498]
  - Noemi Gerbelli – brazylijska aktorka[499]
  - Enrique Jackson – meksykański polityk, senator[500]
  - Grand Jojo – belgijski piosenkarz[501]
  - Alvin Lucier – amerykański kompozytor[502]
  - Keiko Nobumoto – japońska scenarzystka filmów anime[503]
  - Mieczysław Rybicki – polski działacz konspiracji niepodległościowej w czasie II wojny światowej, powstaniec warszawski, kawaler orderów[504][505]
  - Piotr Skrzypiec – polski kompozytor, aranżer, pedagog i animator kultury[506][507]
  - Stanisław Tabisz – polski grafik, profesor i rektor Akademii Sztuk Pięknych w Krakowie (2012–2020)[508]
  - Piotr Tarkowski – polski specjalista w zakresie budowy i eksplatacji maszyn, prof. dr hab. inż[509].
  - Zbigniew Tyczyński – polski inzynier budownictwa, dr inż., kawaler orderów[510][511]
  - Petr Uhl – czeski dysydent, sygnatariusz Karty 77, obrońca praw człowieka i mniejszości[512]
  - Miroslav Zikmund – czeski pisarz i podróżnik[513]

- data dzienna nieznana
  - Kim Yŏng-ju – północnokoreański polityk i działacz partyjny, wicepremier i wiceprezydent[514]
  - Jerzy Rostkowski – polski autor książek popularnohistorycznych[515][516][517]
  - Shunji Tanaka – japoński projektant motorów związany z marką Kawasaki[518][519]
  - Jerzy Wultański – polski publicysta, historyk i regionalista[520]